# Joachim Friedrich Kornmesser
Joachim Friedrich Kornmesser (* 10. Januar 1641 in Cölln; † 10. April 1715 in Berlin) war ein deutscher Politiker und von 1709 bis 1715  Bürgermeister von Berlin.

## Leben
Kornmesser wurde als Sohn von Jacob Kornmesser und Franziska Kormesser in Cölln geboren.
Zunächst absolvierte Kornmesser offenbar eine medizinische Ausbildung. Seit 1668 war er Kurfürstlich-Brandenburgischer Hof- und Reisechirurg. Mehrere Reisen führten ihn in die Niederlande und bis nach Guinea.
Er war ab 1672 als Kammerdiener und von 1676 bis 1709 Geheimer Kammerdiener am Hof des Großen Kurfürsten Friedrich Wilhelm bzw. Friedrichs III./I. tätig. Ab 1688 war er Rat sowie Bürgermeister von Cölln. Ab 1698 war er Hofrat und Kondirektor der Brandenburgisch-Afrikanischen Compagnie. Außerdem wirkte er als Verordneter der Mittel- und Uckermärkischen und Ruppiner Städtekasse. Im Berliner Adressbuch des Jahres 1707 wird Kornmesser als Director de Marine genannt nebst seinen anderen Funktionen und mit der Angabe der Wohnadresse Breite Straße.
Mit dem Zusammenschluss der bis dahin selbstständigen Städte Berlin, Cölln, Friedrichswerder und Dorotheenstadt zur Stadt Berlin im Jahre 1709 wurde die Kommunalverwaltung der Residenz neu geordnet. Berlin erhielt nun vier gleichzeitig amtierende Bürgermeister, von denen Kornmesser einer war. In diesem Amt erlebte er auch die Thronbesteigung des Soldatenkönigs Friedrich Wilhelm I. im Jahre 1713. Zwei Jahre später verstarb er in Berlin im Alter von 74 Jahren. Beigesetzt wurde er in der Petrikirche.
Kornmesser war zwei Mal verheiratet. Die erste Ehefrau starb bereits im Jahr der Trauung. In zweiter Ehe war er ab 1688 mit Maria de Pedy verheiratet, einer Tochter des Bankiers und kurfürstlich-brandenburgischen Rates Jean de Pedy, der aus Rotterdam stammte. Das Paar bewohnte ein eigenes Haus in der Breiten Straße.

## Das Kornmessersche Waisenhaus

Das Kornmessersche Waisenhaus in Lichterfelde um 1900

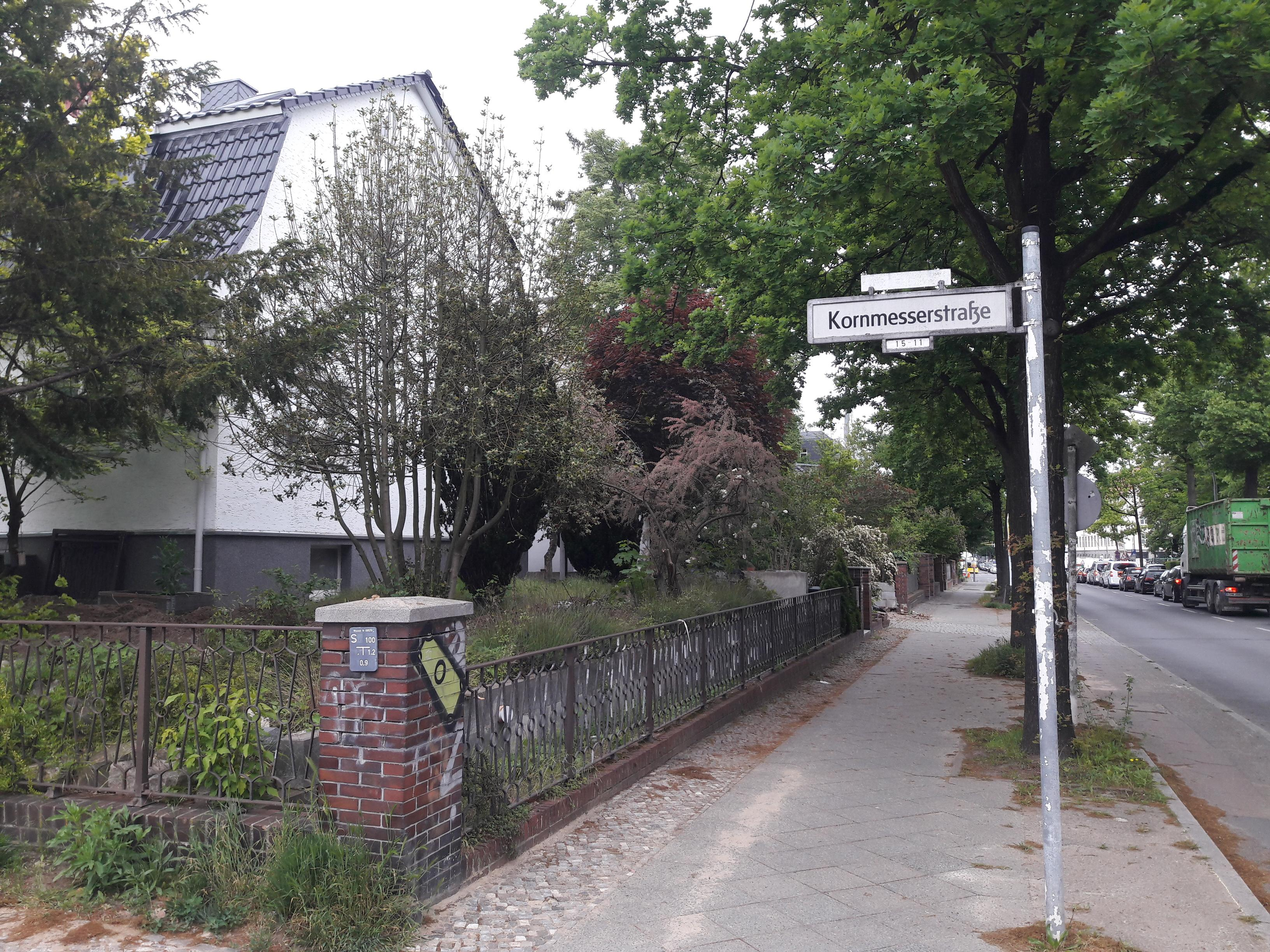
Die Kornmesserstraße erinnert noch heute an das ehemalige Waisenhaus

Nach dem Tod der Ehefrau im Jahr 1719 floss das Vermögen der Familie in eine Stiftung und wurde zum Bau und Betrieb eines Waisenhauses genutzt. Es befand sich zuerst in der Klosterstraße, ab 1838 am Georgenkirchplatz. 
Die Bürgermeister Kornmesser-Stiftung beschloss 1897, das Waisenhaus aus der Innenstadt nach Groß-Lichterfelde zu verlegen. Das neue große Waisenhaus wurde von Hans Altmann entworfen und am Teltower Weg 7–10 (heute: Goerzallee) unweit des bekannten Ausflugslokals Wiesenbaude gebaut. Das Gebäude wurde im Zweiten Weltkrieg schwer beschädigt und nach dem Krieg abgerissen. Noch heute erinnert die Kornmesserstraße an das Waisenhaus.